# Majoshepoliana
Majoshepoliana (del ruso: Махошеполяна) es un pueblo (seló) del raión de Maikop en la república de Adiguesia de Rusia. Está situado en la cabecera de los ríos Kuzhora y Seral, de la cuenca hidrográfica del Kubán, 11 km al este de Tulski y 23 km al sudeste de Maikop, la capital de la república. Tenía 14 habitantes en 2010
Pertenece al municipio Túlskoye.